# Blackheath: or, A Morning Walk in the Spring of 1804
Blackheath: or, A Morning Walk in the Spring of 1804 – poemat angielskiego poety Thomasa Noble'a (1780-1840), opublikowany w ostatecznej postaci (uzupełniony o jedną pieśń) 1808 w Londynie w tomie dzieł zebranych, zawierającym też utwór Lumena, or the Ancient British Battle i tłumaczenie pierwszej księgi rzymskiego eposu Gajusza Waleriusza Flakkusa Argonautyki. Utwór został przez poetę zadedykowany księżnej Walii. Dedykacja kończy się słowami: Madam, Your Royal Highness's most humble, obedient, and devoted Servant, Thomas Noble. Po dedykacji następuje długa lista subskrybentów dzieła. Poemat został napisany wierszem białym (blank verse), czyli nierymowanym pentametrem jambicznym, to znaczy sylabotonicznym dziesięciozgłoskowcem, w którym akcenty padają na parzyste sylaby wersu.

How soft the saffron radiance of the morn!
The lucid glow of every golden cloud
How mild! — How tenderly serene the beams,
That yet rise chastened by the twilight shade
And fill the orient, ere the orb of day
Burns on the horizon: — Let me walk abroad: —
The new-born foliage dropt with glistening dew.
While yet a scanty vestment for the boughs
Pleasing in palest verdure, and the bloom
Breathing it's gentle fragrance on the air
From every silver leaf, may, with the charm
Of soft congenial influence, waken Hope,
Blythe Hope, bright harbinger of Mental Spring!

Książka została zilustrowana przez braci poety, Samuela i Williama. Ukazanie się dzieła zostało zauważone w The Athenaeum: A Magazine of Literary and Miscellaneous Information pod redakcją Johna Aikina, The Eclectic Review pod redakcją Williama Hendry'ego Stowella i w The Literary Panorama.